# Stanko Mervic
Stanko Mervic, slovenski gospodarstvenik, * 6. november 1922, Idrija, † 28. november 1974, Idrija.

## Življenje in delo
Po končani ljudski šoli in nižji gimnaziji v rojstnem kraju se je od leta 1937 do 1940 v zaselku Hrušica na hrušiški planoti učil za trgovskega pomočnika in tu kot trgovski pomočnik ostal do vpoklica v italijansko vojsko, po njeni kapitulaciji septembra 1943 pa odšel v partizane in se pridružil borcem Dolomitskega odreda. Iz Jugoslovanske ljudske armade je bil odpuščen leta 1946. 
Leta 1948 je v Beogradu končal višjo finančno šolo. Do 1952 je bil v službi pri Ministrstvu za finance Ljudske republike Slovenije v Ljubljani, nato je bil do 1957 finančni inšpektor Okrajnega ljudskega odbora v Tolminu in Novi Gorici, ter od 1957 do 1964 inšpektor Službe družbenega knjigovodstva v Novi Gorici. 
1. avgusta 1964 je bil imenovan za direktorja tovarne elektrotermičnih aparatov Eta v Cerknem. V času, ko je bil direktor, je bila leta 1968 podpisana pogodba o sodelovanju z zahodnonemškim podjetjem E.G.O. kar je pomenilo začetek dolgoročnega sodelovanja s tem partnerjem. Pod njegovim vodstvom je Eta postala ena vodilnih tovarn v svoji panogi v Evropi. 
Prejel je več odlikovanj in priznanj, posmrtno 1975 tudi Kraigharjevo nagrado.